# Петирч
Пети́рч (болг. Петърч) — село в Софійській області Болгарії. Входить до складу общини Костинброд.

## Населення
За даними перепису населення 2011 року у селі проживали 2225 осіб.
Національний склад населення села:
| Національність   | Кількість осіб | Відсоток |
| ---------------- | -------------- | -------- |
| болгари          | 1982           | 90,7%    |
| цигани           | 193            | 8,8%     |
| інша             | 4              | 0,2%     |
| Всього відповіли | 2185           |          |

Розподіл населення за віком у 2011 році:
Динаміка населення: